# Perilissus cingulator
Perilissus cingulator là một loài tò vò trong họ Ichneumonidae.